# Zürich Hardbrücke
Zürich Hardbrücke – stacja kolejowa w Zurychu, w Szwajcarii. Znajduje się na zachód od dworca Hauptbahnhof. Stacja posiada 3 perony.